# Paul Wekesa
Paul Wekesa  (* 2. Juli 1967 in Nairobi) ist ein ehemaliger kenianischer Tennisspieler.

## Leben
Wekesa studierte an der Chapman University in Orange, Kalifornien, wo er 1987 bei den NCAA-Meisterschaften den Doppeltitel gewann. Er wurde im selben Jahr Tennisprofi und erreichte das Finale des Challenger-Turniers von Nairobi. Im darauf folgenden Jahr konnte er den Einzeltitel von Nairobi erringen, zudem gewann er in Tel Aviv an der Seite von Roger Smith seinen ersten Doppeltitel auf der ATP World Tour. Insgesamt konnte er im Lauf seiner Karriere drei Doppeltitel gewinnen, weitere drei Mal stand er in einem Finale. Seine höchste Notierung in der Tennis-Weltrangliste erreichte er 1988 mit Position 96 im Einzel sowie 1991 mit Position 73 im Doppel.
Sein bestes Einzelergebnis bei einem Grand-Slam-Turnier war das Erreichen der dritten Runde der US Open 1994. In der Doppelkonkurrenz stieß er 1990 ebenfalls bei den US Open bis ins Viertelfinale vor.
Er spielte zwischen 1986 und 1998 26 Einzel- sowie elf Doppelpartien für die kenianische Davis-Cup-Mannschaft. Bis 1991 spielte seine Mannschaft in der Afrika-Gruppe, ab 1992 in der Euro/Afrika-Gruppe, wodurch er auch Partien gegen Dänemark, Luxemburg und Irland bestritt.

## Erfolge
| Legende                       |
| Grand Slam                    |
| Tennis Masters Cup            |
| ATP Masters Series            |
| ATP International Series Gold |
| ATP International Series (3)  |
| ATP Challenger Tour (9)       |

### Einzel

#### Turniersiege
| Nr. | Datum             | Turnier | Belag     | Finalgegner         | Ergebnis      |
| --- | ----------------- | ------- | --------- | ------------------- | ------------- |
| 1.  | 22. Februar 1988  | Nairobi | Sand      | João Cunha e Silva  | 7:6, 3:6, 6:3 |
| 2.  | 5. September 1994 | Azoren  | Hartplatz | Frederik Fetterlein | 6:3, 1:6, 6:1 |
| 3.  | 12. Dezember 1994 | Andorra | Hartplatz | Cristiano Caratti   | 6:4, 7:5      |

### Doppel

#### Turniersiege

##### ATP Tour
| Nr. | Datum            | Turnier    | Belag       | Partner       | Finalgegner                   | Ergebnis |
| --- | ---------------- | ---------- | ----------- | ------------- | ----------------------------- | -------- |
| 1.  | 10. Oktober 1988 | Tel Aviv   | Hartplatz   | Roger Smith   | Patrick Baur Alexander Mronz  | 6:3, 6:3 |
| 2.  | 10. April 1989   | Seoul      | Hartplatz   | Scott Davis   | John Letts Bruce Man Son Hing | 6:2, 6:4 |
| 3.  | 4. November 1991 | Birmingham | Teppich (i) | Jacco Eltingh | Ronnie Båthman Rikard Bergh   | 7:5, 7:5 |

##### Challenger Tour
| Nr. | Datum             | Turnier          | Belag     | Partner       | Finalgegner                       | Ergebnis |
| --- | ----------------- | ---------------- | --------- | ------------- | --------------------------------- | -------- |
| 1.  | 12. Juni 1989     | Dijon            | Teppich   | Nduka Odizor  | Brad Pearce Greg Van Emburgh      | 6:4, 6:2 |
| 2.  | 10. Juli 1989     | Dublin           | Teppich   | Ugo Colombini | Ted Scherman Peter Wright         | 6:4, 6:4 |
| 3.  | 7. Mai 1990       | Kuala Lumpur (1) | Hartplatz | Nduka Odizor  | Jonathan Canter Bruce Derlin      | 6:3, 6:4 |
| 4.  | 17. Dezember 1990 | Hongkong         | Hartplatz | Neil Borwick  | Christian Geyer Christian Saceanu | 6:2, 6:2 |
| 5.  | 4. Februar 1991   | Lagos            | Hartplatz | Ugo Colombini | Daniel Marco Clément N’Goran      | 7:5, 6:1 |
| 6.  | 29. April 1991    | Kuala Lumpur (2) | Hartplatz | Andrew Castle | Ģirts Dzelde James Turner         | 7:6, 6:3 |

#### Finalteilnahmen
| Nr. | Datum           | Turnier     | Belag     | Partner         | Finalgegner                | Ergebnis      |
| --- | --------------- | ----------- | --------- | --------------- | -------------------------- | ------------- |
| 1.  | 24. April 1989  | Singapur    | Hartplatz | Paul Chamberlin | Rick Leach Jim Pugh        | 3:6, 4:6      |
| 2.  | 30. Juli 1990   | Los Angeles | Hartplatz | Peter Lundgren  | Scott Davis David Pate     | 6:3, 1:6, 3:6 |
| 3.  | 22. August 1994 | Umag        | Sand      | Karol Kučera    | Diego Pérez Francisco Roig | 2:6, 4:6      |